# Rogue River
Rogue River (korábban Woodville) az Amerikai Egyesült Államok északnyugati részén, Oregon állam Josephine megyéjében elhelyezkedő város. A 2020. évi népszámláláskor 2407 lakosa volt.
Mai nevét 1912-ben vette fel. A posta 1876 és 1912 között működött.
A Rogue River Press hetilapot 1915-ben alapították.
Az 1956-ban épült híd helyett 2006-ban szélesebb műtárgyat emeltek.

## Éghajlat
| Hónap                                                              | Jan. | Feb. | Már. | Ápr. | Máj. | Jún. | Júl. | Aug. | Szep. | Okt. | Nov. | Dec. | Év   |
| ------------------------------------------------------------------ | ---- | ---- | ---- | ---- | ---- | ---- | ---- | ---- | ----- | ---- | ---- | ---- | ---- |
| Átlagos max. hőmérséklet (°C)                                      | 8,3  | 11,8 | 14,9 | 18,0 | 22,5 | 26,8 | 31,8 | 31,8 | 27,3  | 20,4 | 11,3 | 7,4  | 19,4 |
| Átlagos min. hőmérséklet (°C)                                      | 0,6  | 1,2  | 2,4  | 4,2  | 7,2  | 10,1 | 12,8 | 12,3 | 8,6   | 4,7  | 2,4  | 0,6  | 5,6  |
| Átl. csapadékmennyiség (mm)                                        | 181  | 128  | 110  | 73   | 53   | 28   | 10   | 8    | 18    | 76   | 137  | 217  | 1039 |
| Forrás: BestPlaces.net és Nemzeti Óceán- és Légkörkutatási Hivatal |      |      |      |      |      |      |      |      |       |      |      |      |      |

## Népesség
| Lakosok száma | 211  | 286  | 383  | 590  | 520  | 1308 | 1759 | 1847 | 2131 | 2407 |
|               | 1920 | 1930 | 1940 | 1950 | 1960 | 1980 | 1990 | 2000 | 2010 | 2020 |

## Nevezetes személyek
- Ed Mensor, baseballjátékos[11]
- Josine Ianco-Starrels, romániai-amerikai művészeti kurátor[12]

## Fordítás
- Ez a szócikk részben vagy egészben  a   Rogue River, Oregon című angol Wikipédia-szócikk ezen változatának fordításán alapul.  Az eredeti cikk szerkesztőit annak laptörténete sorolja fel. Ez a jelzés csupán a megfogalmazás eredetét és a szerzői jogokat jelzi, nem szolgál a cikkben szereplő információk forrásmegjelöléseként.